# Julia Lester Dillon

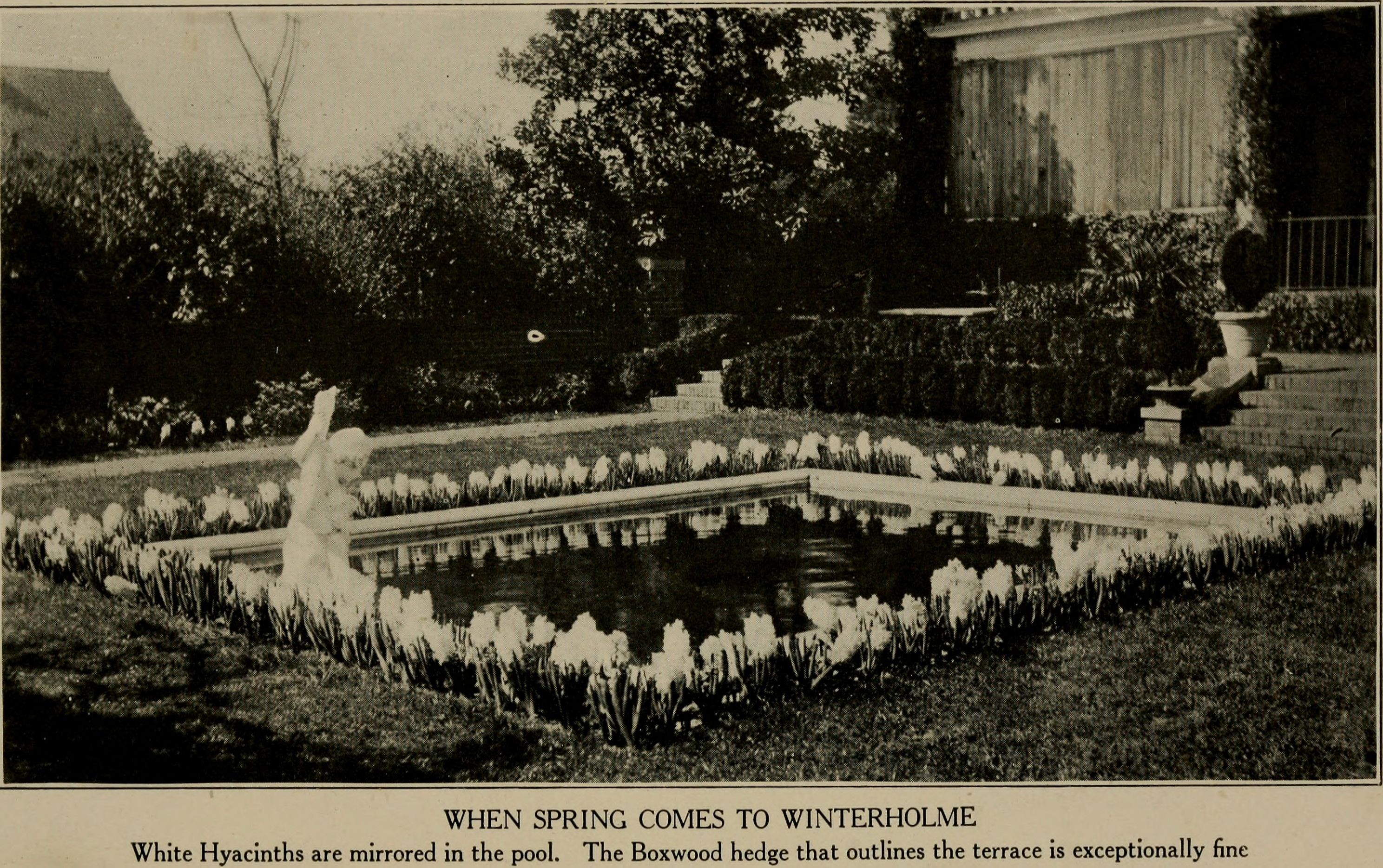
Imagen del libro The blossom circle of the year in southern gardens (1922) de Julia Lester Dillon

Julia Lester Dillon (condado de Warren, Georgia, 9 de marzo de 1871 - Augusta, Georgia, 24 de marzo de 1959 ) en él fue una arquitecta paisajista estadounidense.

## Primeros años
Sus padres, Martha Pemble y Benjamin D. Lester, se mudaron a Augusta cuando ella era una niña. Después de graduarse de la escuela en Augusta, se fue al Peabody College, en Nashville, donde obtuvo su título de maestra en 1890. Ese mismo año, comenzó a enseñar en la escuela primaria Davidson, también en Augusta. En 1892, a los 21 años, abandona su carrera docente tras casarse con William Bennett Dillon, de quien enviudó tempranamente, en 1894.
Ante la necesidad de ser autosuficiente, Lester volvió a enseñar durante varios años. A raíz de una difteria pierde su audición, por lo que debió buscar otras fuentes de ingresos, como escribir y convertirse en taquígrafa. En 1907 tomó cursos en diseño de paisajes en la Universidad de Columbia y más tarde en el Harvard College.

## Trayectoria
Comenzó a trabajar en paisajes residenciales para clientes privados en Augusta, pero extendió su práctica al sector público completando proyectos para parques y escuelas. Entre 1914 y 1917 diseñó espacios para mejorar las oficinas de correos y casas aduaneras del Departamento del Tesoro de los Estados Unidos. Además del trabajo comisionado, Lester creó un proyecto para enseñar jardinería a los niños. La Asociación de Comerciantes y Fabricantes proporcionó fondos para que los niños de las escuelas plantaran en lotes vacíos y ofrecieron premios para el embellecimiento. El proyecto tuvo tanto éxito que se lanzó a una campaña en toda la ciudad que incluyó la participación de empresas y varias organizaciones cívicas.
Durante la Primera Guerra Mundial Lester se unió a la Cruz Roja y junto con otras mujeres participaron en el Servicio de Motores de Mensajeros de la Mujer (oficialmente llamado Cuerpo de Motores de la Cruz Roja) e hizo tanto prendas como insumos quirúrgicos. Después de la Primera Guerra participó en el diseño de los memoriales de guerra, creando el Memorial Park en Sumter, Carolina del Sur. En 1920, los ciudadanos de Sumter, donaron la tierra para crear el Memorial para los soldados de la Primera Guerra Mundial y ella fue contratada para completar el diseño y supervisar el proyecto.
En 1919 formó parte de la junta directiva de la Federación de Clubes de Mujeres Profesionales y Empresarias de Georgia que, además de mejorar las perspectivas profesionales de las mujeres, instó a la legislatura a otorgar el sufragio. Aunque al poco tiempo se mudó a Sumter, Lester fue elegida para servir como Presidenta del Comité Forestal y en 1921, asistió al Congreso Forestal siendo fue considerada una de las expertas en su campo.
Cuando se mudó a Sumter, Lester continuó con su escritura. Su libro de 1922, El círculo de la flor del año en los jardines del sur, se hizo muy conocido. Luego, en 1927, impulsó la fundación del primer club de jardinería de Sumter. Publicó columnas sobre jardinería que aparecían regularmente en The Sumter Daily Item y en The State publicadas en Columbia, Carolina del Sur, así como en The Atlanta Journal-Constitution. Al finalizar el Parque de la Ciudad, se le ofreció un puesto de arquitecta paisajista de la ciudad y en 1928, sobre la base de su experiencia, se desempeñó como Superintendente de Parques y Árboles de Sumter durante veinte años. Entre los muchos proyectos que planificó durante este período se encontraba el diseño para Swan Lake Iris Gardens, de 1938, aunque la tierra no fue donada hasta 1949, después de que Lester se jubilara en 1948. Durante su mandato no se pudo derribar un árbol sin su aprobación.
Cuando se retiró regresó a Georgia y continuó escribiendo sobre jardinería, aunque también había comenzado a perder la vista.
Murió el 24 de marzo de 1959, a los 88 años de edad, en Augusta, Georgia Estados Unidos.

## Reconocimientos
Póstumamente, en 1965, Sumter Garden Club erigió una placa con su nombre para honrar sus contribuciones a la ciudad y en 2003, fue inscripta en la lista de Mujeres de Logro de Georgia. La revista Flower Grower la llamó “decana de la jardinería del sur”.